# إبراهيم كوناتي
إبراهيم كوناتي (بالفرنسية: Brahim Konaté)‏ هو لاعب كرة قدم فرنسي في مركز الوسط، ولد في 20 مارس 1996 في مونفرماي في فرنسا. لعب مع نادي أوكسير.

## وصلات خارجية
- إبراهيم كوناتي على موقع قاعدة بيانات كرة القدم.إي يو (الإنجليزية)
- إبراهيم كوناتي على موقع Soccerway.com (الإنجليزية)